# Liste der Grafen von Haigerloch
Die Grafen von Haigerloch werden erstmals Ende des 11. Jahrhunderts erwähnt. Nach ihrem Aussterben vermutlich zwei Generationen später ging der Titel an die Grafen von Hohenberg als deren Rechtsnachfolger über, die den Titel im 14. Jahrhundert noch führten. Der bekannteste Graf von Haigerloch ist Albert II. der Minnesänger († 1298), der Schwager des deutschen Königs Rudolf von Habsburg, dem zwei Liedstrophen im Codex Manesse zugeschrieben werden. Durch Verkauf gelangte Haigerloch 1381 an die Habsburger und nach Verpfändung 1488 durch Tausch 1497 an die Hohenzollern. Unter Letzteren bildete sich die Grafschaft Hohenzollern-Haigerloch, die bei ihrem Aussterben an die Hauptlinie Hohenzollern-Sigmaringen fiel, wodurch der Titel dann außer Gebrauch geriet.

## Grafen und Herren von Haigerloch

### Haus Haigerloch
- Adalbert, vor 1080 Graf von Haigerloch, 1096 Graf von Wieseneck
- Wezel († vor 1133), vermutlich dessen Sohn, Graf von Haigerloch 1118/25
- Wezel, vermutlich dessen Sohn, Graf von Haigerloch 1133/62

### Haus Hohenberg

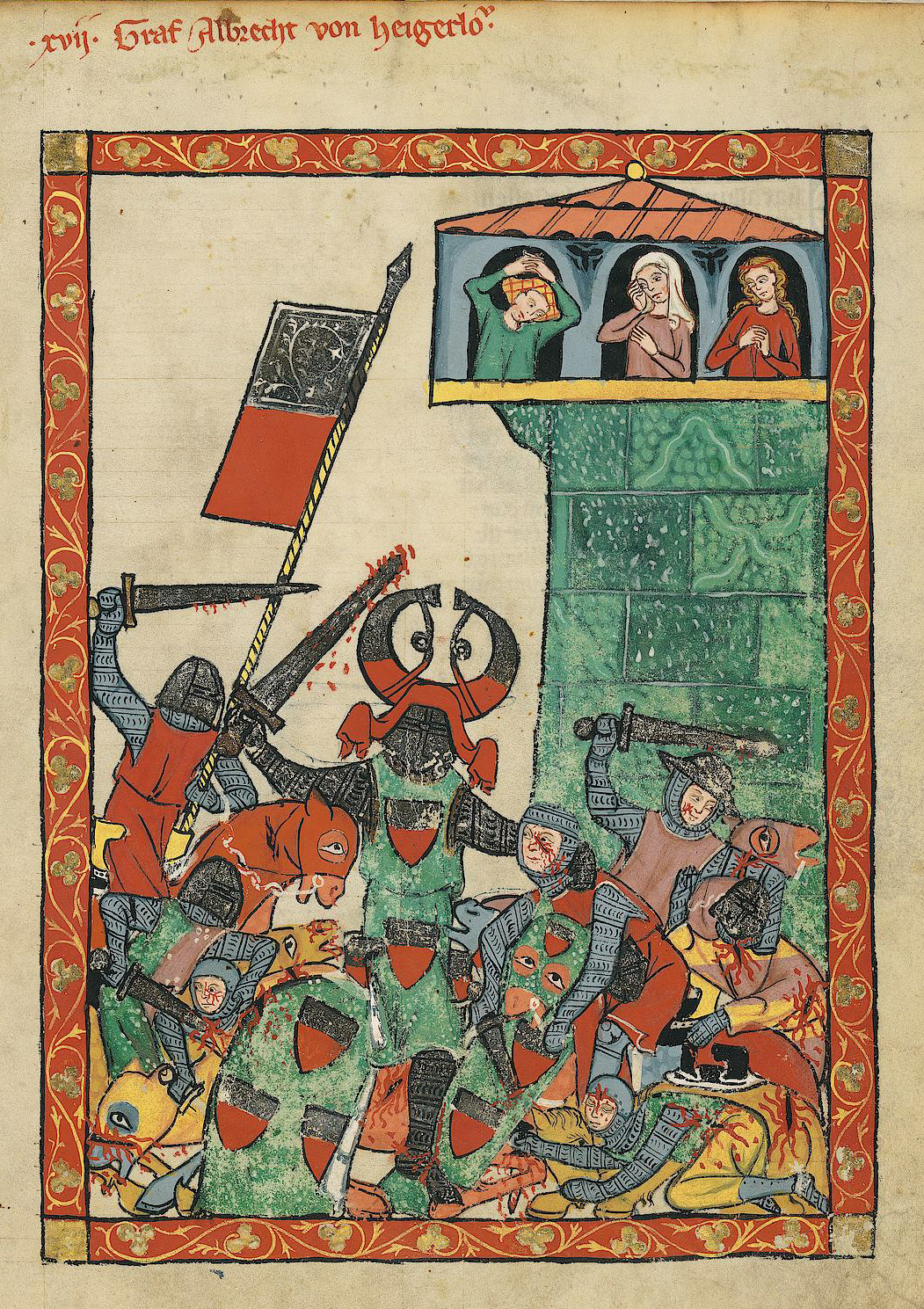
Graf Albert II. von Hohenberg im Codex Manesse

Die Grafschaft Haigerloch geht in den Besitz der Grafen von Hohenberg über.
- Burchard II. (1134–1137/50 bezeugt, vielleicht noch 1170), Graf von Zollern
- Buchard III. († nach 1193), dessen Sohn, 1170/93 Graf von Zollern, 1179/93 Graf von Hohenberg
- Friedrich († nach 1195), dessen Bruder, 1193 Graf von Zollern, 1195 Graf von Hohenberg
- Burchard IV. († vor 1225), Sohn Burchards III., 1207 Graf von Zollern, 1213 Graf von Hohenberg
- Albert I. († nach 1231), dessen Bruder, 1207 Graf von Zollern, 1226 Graf von Rotenburg
- Burchard V. († 1253), wohl ein Sohn Burchards IV., Graf von Hohenberg
- Albert II. der Minnesänger (X 1298), dessen Sohn, Graf von Hohenberg, 1264 Graf von Rotenburg, 1272/87 Graf von Haigerloch
- Burchard VI. († 1318), dessen Bruder, Graf von Hohenberg, 1270 Graf von Nagold, 1306 Graf von Haigerloch
- Otto I. († 1299 in Nagold), dessen Sohn
- Burchard VII. († vor 1342 in Nagold), dessen Sohn
- Otto II., genannt von Nagold († 1379/85), dessen Sohn, 1368 Pfandherr zu Haigerloch
- Burchard VIII., genannt von Nagold (1348/53 bezeugt), dessen Bruder
- Rudolf V. († nach 1383), Sohn Burchards VII.
- Burchard IX., dessen Bruder

### Haus Habsburg
1381 wurde Haigerloch an die Habsburger verkauft.

### Haus Hohenzollern
1488 wurde Haigerloch an die Hohenzollern verpfändet, 1497 ging es in deren Besitz über.
- 1497–1512: Eitel Friedrich II. († 1512), Graf von Hohenzollern und Haigerloch
- 1512–1517: Franz Wolfgang († 1517), dessen Sohn, Graf von Haigerloch
- 1517–1536: Christoph Friedrich (X 1536), dessen Sohn, Graf von Haigerloch
- 1536–1538: Joachim († 1538), dessen Bruder, Graf von Haigerloch
- 1538–1558: Jobst Nikolaus II. († 1558), dessen Sohn, Graf von Haigerloch
- 1558–1576: Karl I. († 1576), dessen Onkel 2. Grades, Graf von Hohenzollern, 1534 in Sigmaringen, Veringen, 1558 in Hechingen, Haigerloch und Wehrstein
- 1576–1592: Christoph († 1592), dessen jüngerer Sohn, Graf von Hohenzollern-Haigerloch
- 1592–1620: Johann Christoph († 1620), dessen Sohn, Graf von Hohenzollern-Haigerloch
- 1620–1634: Karl († 1634), dessen Bruder
- 1634–1638: Johann († 1638), dessen Vetter, 1606 Graf, 1623 Fürst von Hohenzollern-Sigmaringen
- 1638–1681: Meinrad I. († 1681), dessen Sohn, Fürst von Hohenzollern-Sigmaringen
- 1681–1702: Franz Anton († 1702), dessen jüngster Sohn, Graf von Hohenzollern-Haigerloch
- 1702–1750: Ferdinand Anton († 1750), dessen Sohn
- 1750–1767: Franz Christoph Anton († 1767), dessen Bruder
- ab 1767: Joseph Friedrich Ernst († 1769), dessen Neffe 2. Grades, Fürst von Hohenzollern-Sigmaringen

Joseph Friedrich Ernst vereinigte die Grafschaft Hohenzollern-Haigerloch endgültig mit dem Fürstentum Hohenzollern-Sigmaringen (Nachfolger siehe dort).